# Бумажний Юхим Осипович
Юхим Осипович Бумажний (1894 — після 1967) — радянський партійний і профспілковий діяч. Член Центральної контрольної комісії РКП(б) у 1923—1925 роках, член ВЦВК.

## Життєпис
Народився в містечку Богопіль, нині — у складі міста Первомайськ Миколаївської області. Старший брат радянського архітектора Льва Бумажного (1901—1980). Навчався в Московському комерційному інституті.
Член РСДРП(б) з лютого 1917 року. Був агітатором Замоскворецького РК РСДРП(б) у Москві. У 1918 році — член колегії наркомату праці РСФРР. У 1919 році — член Уральського бюро ЦК РКП(б). З 1920 року працював у Головному політичному управлінні шляхів сполучення, а з вересня того ж року — секретар ЦК Спілки залізничного і водного транспорту. У 1921 році — уповноважений ВЦСПС на Південному Сході, член Президії Вищої ради народного господарства РСФРР, член Президії Державної планової комісії при Раді Праці і Оборони РСФРР.
У 1922—1923 роках — відповідальний секретар Брянського губернського комітету РКП(б).
Делегат X (1921), XI (1922), XII (1923) і XIII (1924) з'їздів РКП(б), обирався членом Центральної контрольної комісії.
З 1924 року працював у Московському губернському комітеті РКП(б).
З липня 1926 по травень 1928 року — заступник завідувача Відділом друку ЦК ВКП(б).
Після виходу на пенсію мешкав у Москві, де й помер.